# James Kirke Paulding

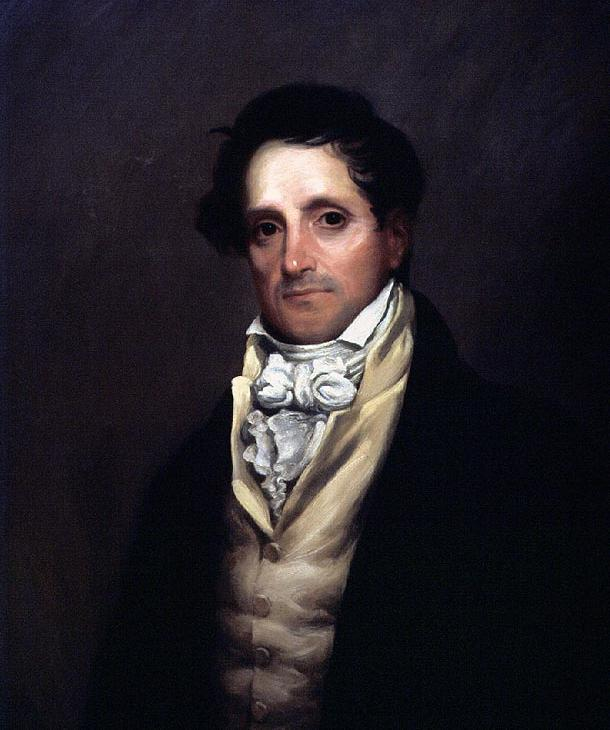
James Kirke Paulding

James Kirke Paulding, född 22 augusti 1778 i Dutchess County, New York, död 6 april 1860, var en amerikansk författare.
Paulding kom 1807 till New York, där han tillsammans med bröderna William och Washington Irving hade stor framgång med Salmagundi, en tidskrift med den engelska The Spectator som förebild. Vid sidan av sin verksamhet som ämbetsman uppträdde Paulding som författare. Han skrev en rad satirer mot England, publicerade historiska romaner, av vilka Koningsmarke, the Long Finne (1823), handlade om svenska kolonister vid Delaware, och var den förste i USA, som skrev "short stories".
Han var bror till politikern och advokaten William Paulding som tjänstgjorde som New Yorks borgmästare under 1820-talet.